# 892 Зееліґерія
892 Зееліґерія (892 Seeligeria) — астероїд головного поясу, відкритий 31 травня 1918 року.
Тіссеранів параметр щодо Юпітера — 3,072.